# Madge Sinclair
Madge Sinclair (Kingston, Jamaica, 28 april 1938 - 20 december 1995) was een Jamaicaans-Amerikaanse film- en televisieactrice. Ze is waarschijnlijk het meest bekend voor haar rol als Bell uit Roots en koningin Aoleon uit Coming to America. Ook vertolkte zij de stem van Simba’s moeder in de animatiefilm The Lion King.
Ze overleed in 1995 aan de gevolgen van leukemie. 

## Prijzen
| Jaar | Prijs      | Categorie                                                                         | Programma          | Opmerking   |
| ---- | ---------- | --------------------------------------------------------------------------------- | ------------------ | ----------- |
| 1977 | Emmy Award | Beste vrouwelijke hoofdrol voor een eenmalig optreden in een comedy of dramaserie | Roots              | genomineerd |
| 1983 | Emmy Award | Beste vrouwelijke bijrol in een dramaserie                                        | Trapper John, M.D. | genomineerd |
| 1984 | Emmy Award | Beste vrouwelijke bijrol in een dramaserie                                        | Trapper John, M.D. | genomineerd |
| 1985 | Emmy Award | Beste vrouwelijke bijrol in een dramaserie                                        | Trapper John, M.D. | genomineerd |
| 1991 | Emmy Award | Beste vrouwelijke bijrol in een dramaserie                                        | Gabriel's Fire     | gewonnen    |